# Тодора
„Тодора” је југословенски ТВ филм из 1979. године. Режирао га је Урош Ковачевић а сценарио је написао Ћамил Сијарић.

## Улоге
| Глумац            | Улога                   |
| ----------------- | ----------------------- |
| Божидарка Фрајт   | Тодора                  |
| Драган Шаковић    | Писар                   |
| Михајло Мрваљевић | Саван                   |
| Миралем Зупчевић  | Мартин мајстор          |
| Заим Музаферија   | Радул, Тодорин отац     |
| Бошко Влајић      |                         |
| Фаик Живојевић    |                         |
| Хранислав Рашић   |                         |
| Миодраг Брезо     | сељак, Саванов помоћник |

Остале улоге  ▼
| Глумац             | Улога   |
| ------------------ | ------- |
| Зоран Симоновић    |         |
| Вера Маргетић      |         |
| Нада Пани          | Сељанка |
| Дубравка Сибиновић |         |
| Ранко Гучевац      | Драган  |
| Божидар Буњевац    | Сељак   |